# PokerGO Tour

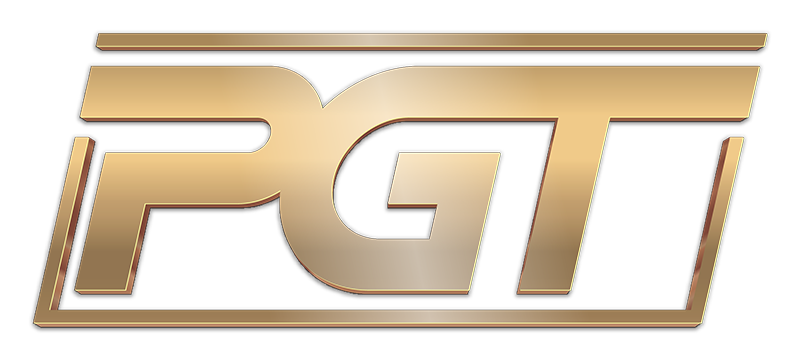
Logo der PokerGO Tour

Die PokerGO Tour, kurz PGT, ist eine Pokerturnierserie, die von Poker Central veranstaltet und jeweils über ein Kalenderjahr gespielt wird. Die Turniere haben Buy-ins von zumeist mindestens 10.000 US-Dollar.

## Struktur
Die PokerGO Tour fasst zahlreiche von Poker Central veranstaltete Pokerturnierserien zusammen. Der Großteil der Finaltische der Events wird auf der Streaming-Plattform PokerGO gezeigt, auf der ein kostenpflichtiges Abonnement nötig ist. Die meisten Turniere werden in der Variante No Limit Hold’em gespielt, es werden jedoch nahezu alle Pokervarianten angeboten. Der erfolgreichste Spieler der Tour wird durch ein Punktesystem ermittelt. Bei der ersten Austragung wurden die drei erfolgreichsten Spieler mit Geldprämien ausgezeichnet. Seit der zweiten Austragung qualifizieren sich die punktbesten Spieler zum Jahresende für die PokerGO Tour Championship, bei der der Sieger eine Geldprämie sowie die Auszeichnung als PGT Champion erhält.

## Austragungen
| # | Jahr | Beginn        | Turniere | PGT Champion      | Herkunft                | Erfolgreichster Spieler | Erfolgreichster Spieler | Erfolgreichster Spieler | Erfolgreichster Spieler | Erfolgreichster Spieler | Erfolgreichster Spieler |
| # | Jahr | Beginn        | Turniere | PGT Champion      | Herkunft                | Spieler                 | Herkunft                | Punkte                  | Siege                   | Cashes                  | Preisgeld (in $)        |
| - | ---- | ------------- | -------- | ----------------- | ----------------------- | ----------------------- | ----------------------- | ----------------------- | ----------------------- | ----------------------- | ----------------------- |
| 1 | 2021 | 28. Jan. 2021 | 144+     | Almedin Imširović | Bosnien und Herzegowina | Almedin Imširović       | Bosnien und Herzegowina | 4364                    | 14                      | 34                      | 6.028.321               |
| 2 | 2022 | 5. Jan. 2022  | 178+     | Jason Koon        | Vereinigte Staaten      | Stephen Chidwick        | Vereinigtes Konigreich  | 3412                    | 06                      | 32                      | 6.314.084               |
| 3 | 2023 | 11. Jan. 2023 | 133+     | Daniel Smiljkovic | Deutschland             | Isaac Haxton            | Vereinigte Staaten      | 2847                    | 04                      | 14                      | 7.243.295               |
| 4 | 2024 | 11. Jan. 2024 | 013+     |                   |                         |                         |                         |                         |                         |                         |                         |